# Corrobert
Corrobert est une commune française, située dans le département de la Marne en région Grand Est.

## Géographie

### Localisation

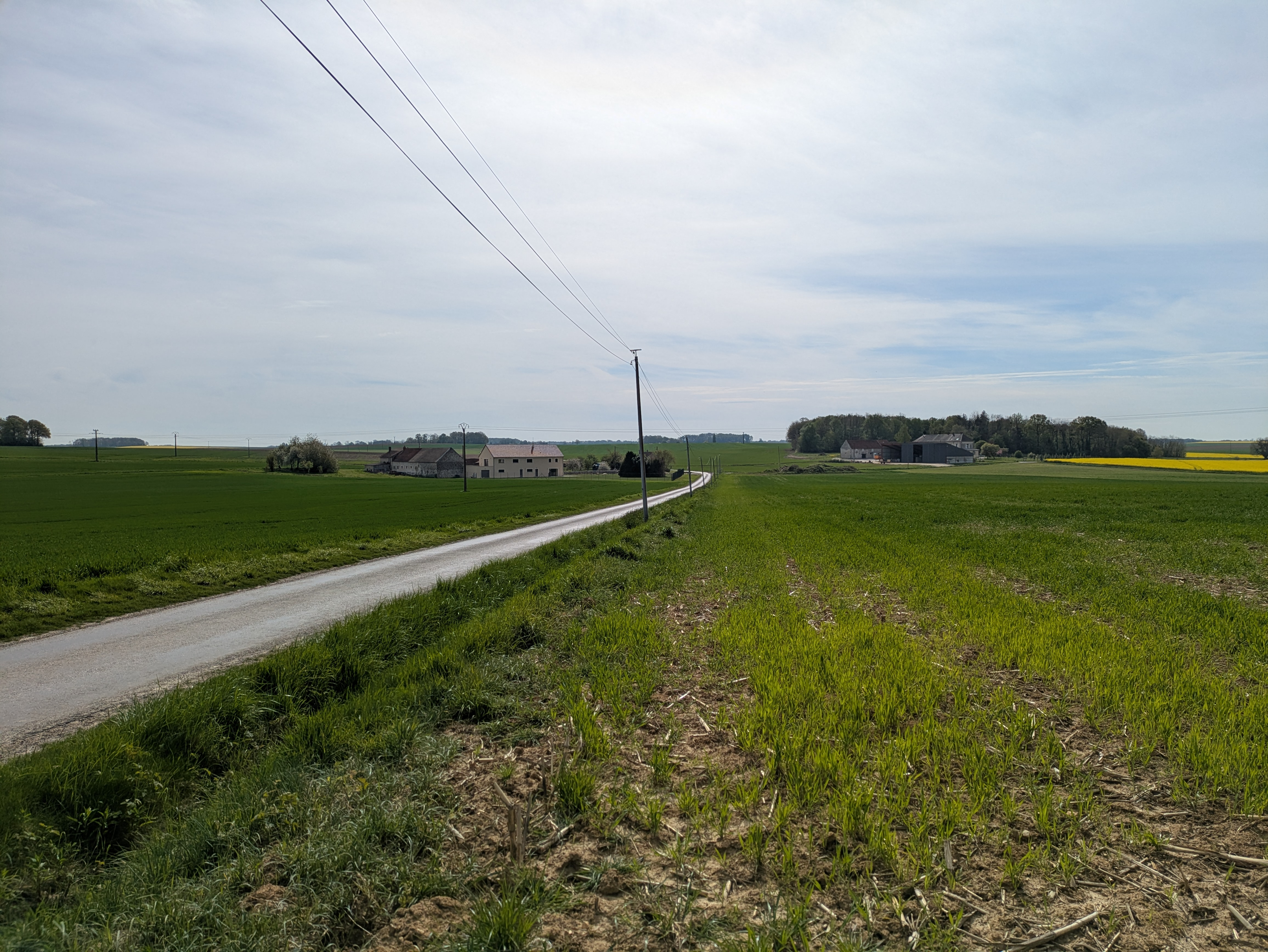
Paysage de la Brie champenoise entre les Chauffours (Corrobert, gauche) et la Noue Sergente (Montmirail, droite).

Corrobert se trouve au sud-ouest du département de la Marne, en région Grand Est, à la limite avec le département de l'Aisne et la région Hauts-de-France. La commune appartient à la région agricole de la Brie champenoise.
La commune de Corrobert s'étend sur une superficie de 1 426 hectares. Sur son territoire, l'altitude varie de 175 à 226 mètres. Le relief est marqué par le vallon du ravin de la Dhuys au sud (où se trouve  le village de Corrobert) et celui du ru de la Borde au nord-ouest. Entre ces vallons, on trouve des collines souvent boisées. Le point culminant de la commune est situé au sud-est de Corrobert, au lieu-dit la Croix de Saint-Barthélémy.
Par la route, Corrobert se situe à 60 km de Châlons-en-Champagne, préfecture, à 33 km d'Épernay, sous-préfecture, et à 31 km de Sézanne, bureau centralisateur du canton de Sézanne-Brie et Champagne dont dépend Corrobert depuis 2015. La commune fait en outre partie du bassin de vie de Montmirail, commune distante de 7 km par la route.
Corrobert est limitrophe de 6 communes :
| Pargny-la-Dhuys                                  | Verdon     |                        |
| Dhuys-et-Morin-en-Brie (Cne deléguée d'Artonges) | Corrobert  | Margny                 |
|                                                  | Montmirail | Janvilliers, Vauchamps |

### Hydrographie
La commune est dans la région hydrographique « la Seine de sa source au confluent de l'Oise (exclu) » au sein du bassin Seine-Normandie. Elle est drainée par la Verdonnelle, la Dhuis, le Fossé 01 des Collinets, le Fossé 01 des Haut des Fontaines, le Fossé 01 du Pré Moret et le ru de la Borde,.
La Verdonnelle, d'une longueur de 26 km, prend sa source dans la commune de Champaubert et se jette  dans la Dhuis à Montigny-lès-Condé, après avoir traversé neuf communes.

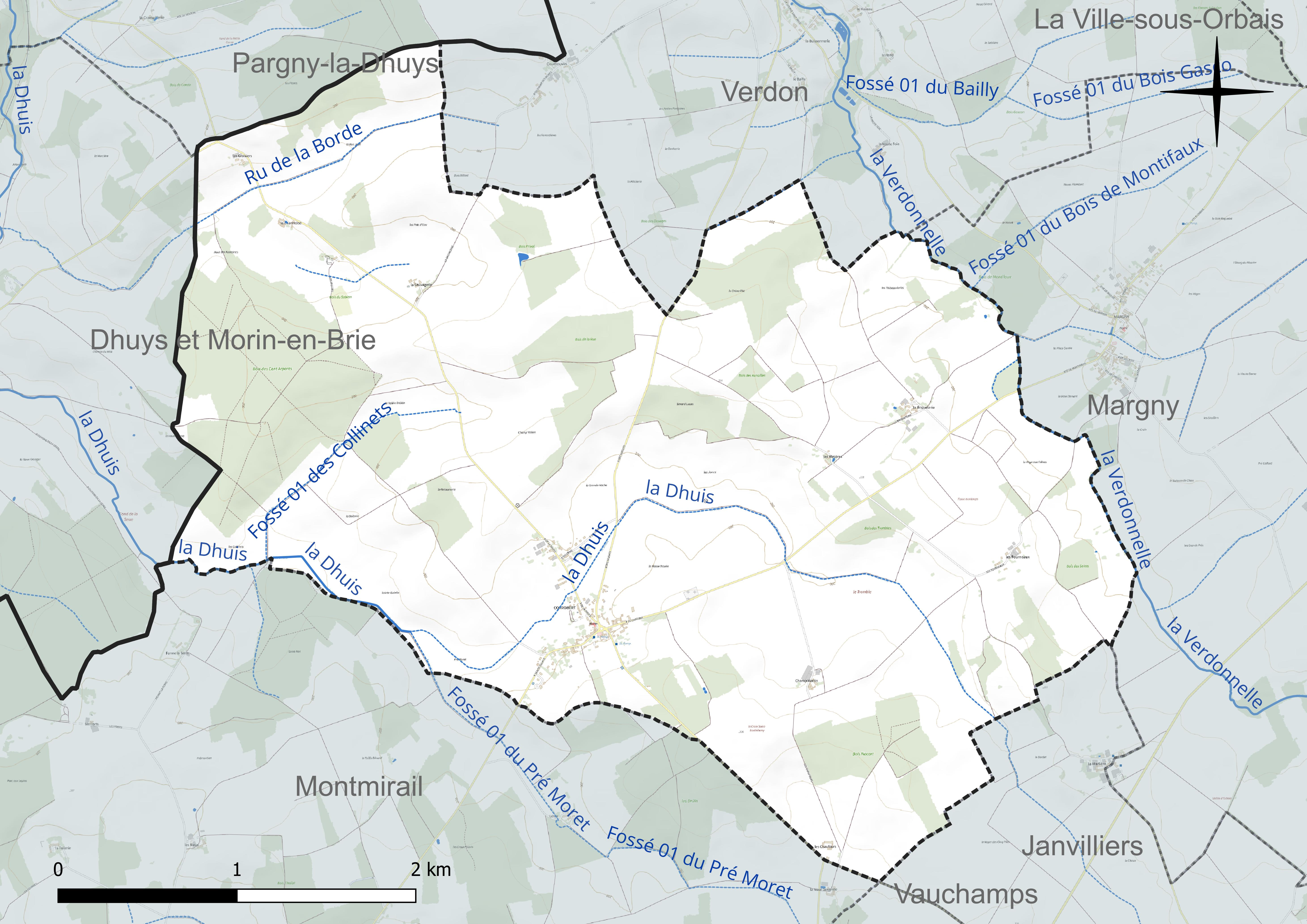
Réseau hydrographique de Corrobert.

La Dhuis, d'une longueur de 21 km, prend sa source dans la commune de Janvilliers et se jette  dans le Surmelin à Celles-lès-Condé, après avoir traversé neuf communes.

### Climat
Pour des articles plus généraux, voir Climat du Grand Est et Climat de la Marne.

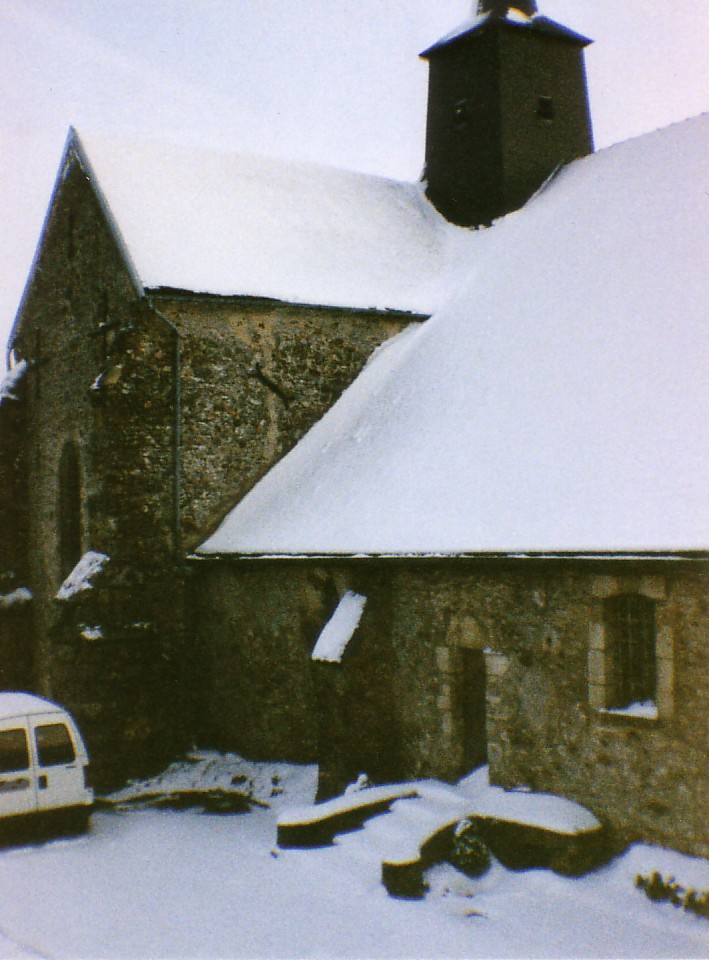
L'église sous la neige en 1999.

En 2010, le climat de la commune est de type climat océanique dégradé des plaines du Centre et du Nord, selon une étude du Centre national de la recherche scientifique s'appuyant sur une série de données couvrant la période 1971-2000. En 2020, Météo-France publie une typologie des climats de la France métropolitaine dans laquelle la commune est exposée à un climat océanique altéré et est dans la région climatique  Nord-est du bassin Parisien, caractérisée par un ensoleillement médiocre, une pluviométrie moyenne régulièrement répartie au cours de l’année et un hiver froid (3 °C).
Pour la période 1971-2000, la température annuelle moyenne est de 10 °C, avec une amplitude thermique annuelle de 15,5 °C. Le cumul annuel moyen de précipitations est de 781 mm, avec 12,5 jours de précipitations en janvier et 8,3 jours en juillet. Pour la période 1991-2020, la température moyenne annuelle observée sur la station météorologique de Météo-France la plus proche, « Blesmes », sur la commune de Blesmes à 18 km à vol d'oiseau, est de 10,6 °C et le cumul annuel moyen de précipitations est de 713,0 mm. 
La température maximale relevée sur cette station est de 40,3 °C, atteinte le 25 juillet 2019 ; la température minimale est de −15,3 °C, atteinte le 12 janvier 1987,,.
Les paramètres climatiques de la commune ont été estimés pour le milieu du siècle (2041-2070) selon différents scénarios d'émission de gaz à effet de serre à partir des nouvelles projections climatiques de référence DRIAS-2020. Ils sont consultables sur un site dédié publié par Météo-France en novembre 2022.

### Milieux naturels et biodiversité
L'Inventaire national du patrimoine naturel (INPN) recense 310 espèces sur le territoire de la commune, dont 17 espèces protégées et 7 espèces menacées.
Corrobert compte deux zones naturelles d'intérêt écologique, faunistique et floristique (ZNIEFF) : « vallée de la Verdonnelle, bois de Pargny et du Feuillet » (type I) et « massifs forestiers, vallées et coteaux de la Brie picarde » (type II). Ces deux ZNIEFF sont toutefois situées dans l'Aisne voisine et ne font que déborder très légèrement sur le territoire de la commune,.

## Urbanisme

### Typologie
Au 1er janvier 2024, Corrobert est catégorisée commune rurale à habitat dispersé, selon la nouvelle grille communale de densité à sept niveaux définie par l'Insee en 2022.
Elle est située hors unité urbaine. Par ailleurs la commune fait partie de l'aire d'attraction de Montmirail, dont elle est une commune de la couronne,. Cette aire, qui regroupe 19 communes, est catégorisée dans les aires de moins de 50 000 habitants,.

### Occupation des sols
L'occupation des sols de la commune, telle qu'elle ressort de la base de données européenne d’occupation biophysique des sols Corine Land Cover (CLC), est marquée par l'importance des territoires agricoles (80 % en 2018), une proportion identique à celle de 1990 (80 %). La répartition détaillée en 2018 est la suivante : terres arables (72,8 %), forêts (18,2 %), prairies (5,1 %), zones agricoles hétérogènes (2,1 %) et zones urbanisées (1,8 %).
L'évolution de l’occupation des sols de la commune et de ses infrastructures peut être observée sur les différentes représentations cartographiques du territoire : la carte de Cassini (XVIIIe siècle), la carte d'état-major (1820-1866) et les cartes ou photos aériennes de l'IGN pour la période actuelle (1950 à aujourd'hui).

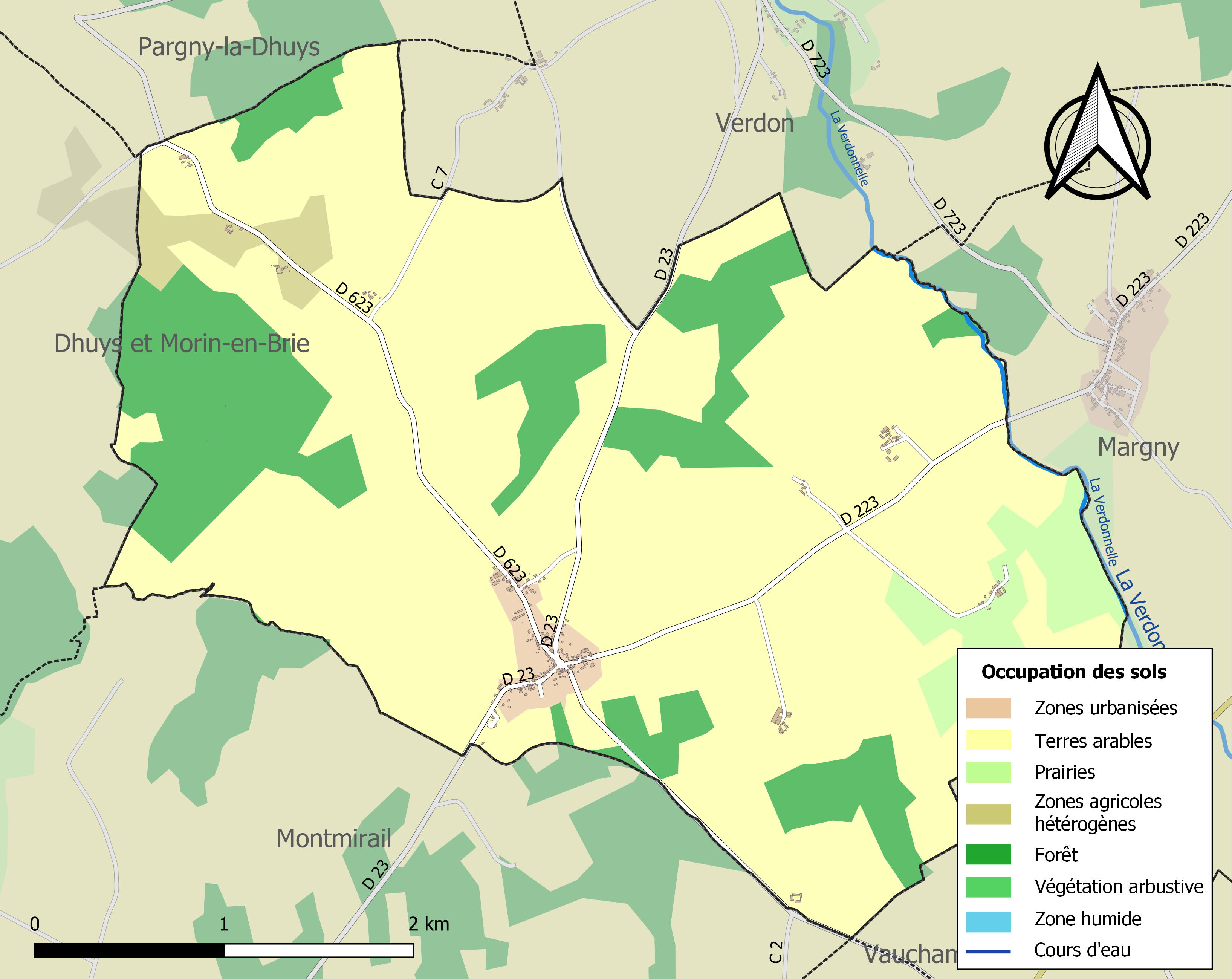
Carte des infrastructures et de l'occupation des sols de la commune en 2018 (CLC).

### Hameaux et écarts
Outre le village de Corrobert, la commune compte neuf hameaux : la Charmoise, les Groisiers, la Sauvagerie et les Vallées au nord-ouest au niveau du vallon du ru de la Borde ainsi que la Briqueterie, Champ Martin, les Chauffours, les Fourneaux et les Minières, à l'est sur des collines à plus de 200 mètres d'altitude.

### Habitat et logement
En 2021, Corrobert compte 100 logements. Ces logements sont à 98 % des maisons ; la commune ne comptant que deux appartements. En raison de la prévalence des maisons, les résidences principales de Corrobert disposent en moyenne de 5,3 pièces.
Le tableau ci-dessous présente une comparaison de quelques indicateurs chiffrés du logement pour Corrobert, la communauté de communes de la Brie champenoise (CCBC), le département de la Marne et la France entière :
|                                                            | Corrobert | CCBC  | Marne   | France     |
| ---------------------------------------------------------- | --------- | ----- | ------- | ---------- |
| Ensemble des logements                                     | 95        | 4 109 | 300 919 | 37 155 918 |
| Part des résidences principales (en %)                     | 80,7      | 80,9  | 87,5    | 82,2       |
| Part des résidences secondaires (en %)                     | 8,7       | 9,3   | 3,4     | 9,7        |
| Part des logements vacants (en %)                          | 10,6      | 9,8   | 9,1     | 8,1        |
| Part des propriétaires de leur résidence principale (en %) | 83,5      | 69,2  | 52,2    | 57,5       |

À Corrobert, 80,7 % des logements sont en 2021 des résidences principales, 8,7 % des résidences secondaires et 10,6 % des logements vacants. Par ailleurs, 83,5 % des ménages sont propriétaires de leur résidence principale. Corrobert se démarque ainsi par un nombre supérieur à la moyenne de ménages propriétaires de leur résidence principale ; ses autres caractéristiques étant proches de celles de sa communauté de communes.
Parmi les 80 résidences principales construites avant 2019, 41 % avaient été construites avant 1919, 7,7 % entre 1919 et 1945, 7,7 % entre 1946 et 1970, 15,4 % entre 1971 et 1990, 11,5 % entre 1991 et 2005 et 16,7 % depuis 2006.
Le tableau ci-dessous présente l'évolution du nombre de logements sur le territoire de la commune, par catégorie, depuis 1968 :
|                        | 1968 | 1975 | 1982 | 1990 | 1999 | 2010 | 2015 | 2021 |
| ---------------------- | ---- | ---- | ---- | ---- | ---- | ---- | ---- | ---- |
| Résidences principales | 53   | 46   | 48   | 49   | 54   | 66   | 75   | 81   |
| Résidences secondaires | 1    | 7    | 17   | 17   | 20   | 15   | 18   | 9    |
| Logements vacants      | 4    | 3    | 4    | 8    | 5    | 8    | 5    | 11   |
| Total                  | 58   | 56   | 69   | 74   | 79   | 89   | 97   | 100  |

### Voies de communication et transports

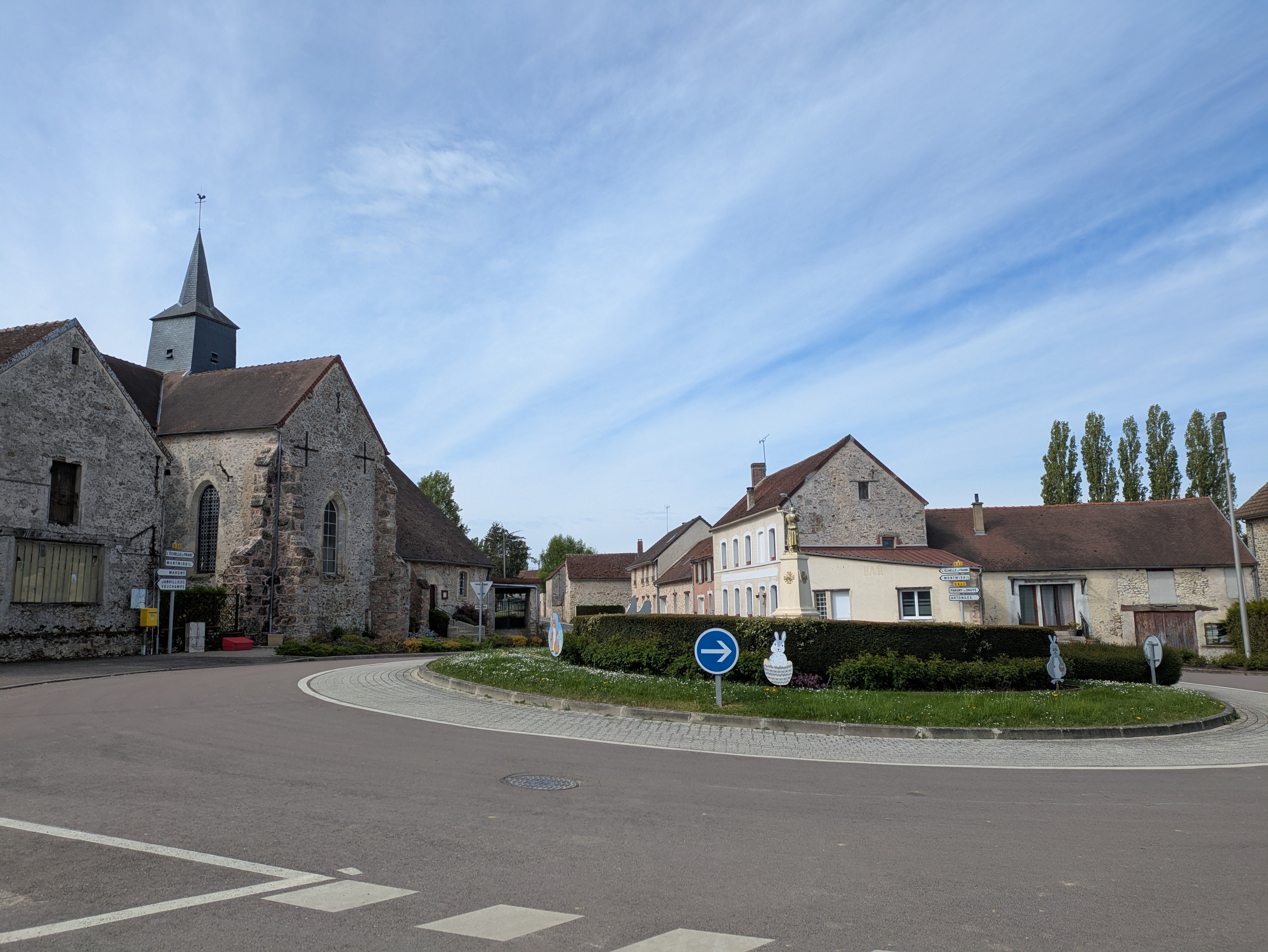
La place de la Mairie et l'église Saint-Barthélémy.

Corrobert rayonne sur cinq destinations. La place de la Mairie, au centre du village, forme une étoile à cinq branches. La route principale, venant de Montmirail (RD 23), conduit à Margny (RD 223). À droite, une voie étroite mène à Vauchamps et Janvilliers. Et à gauche, une route file sur Verdon (RD 23), et l'autre sur Artonges (RD 623).

## Toponymie
Le nom de la localité est attesté sous les formes Curtis Roberti (1085) ; Curi[a] Rob[er]ti (1193) ; Courobert (1213) ; Corrobert, Courrobert (1292) ; Court-Robert (1300) ; Corrobert-en-Brie (1464) ; Corobert (1628).
Le nom de Corrobert provient à première vue de « corroborer », du latin corroborare : « fortifier », dér. de robur, qui a donné aussi le mot « robuste », à partir de robus : le chêne rouge tenu pour le plus dur des bois.[réf. nécessaire]

## Politique et administration

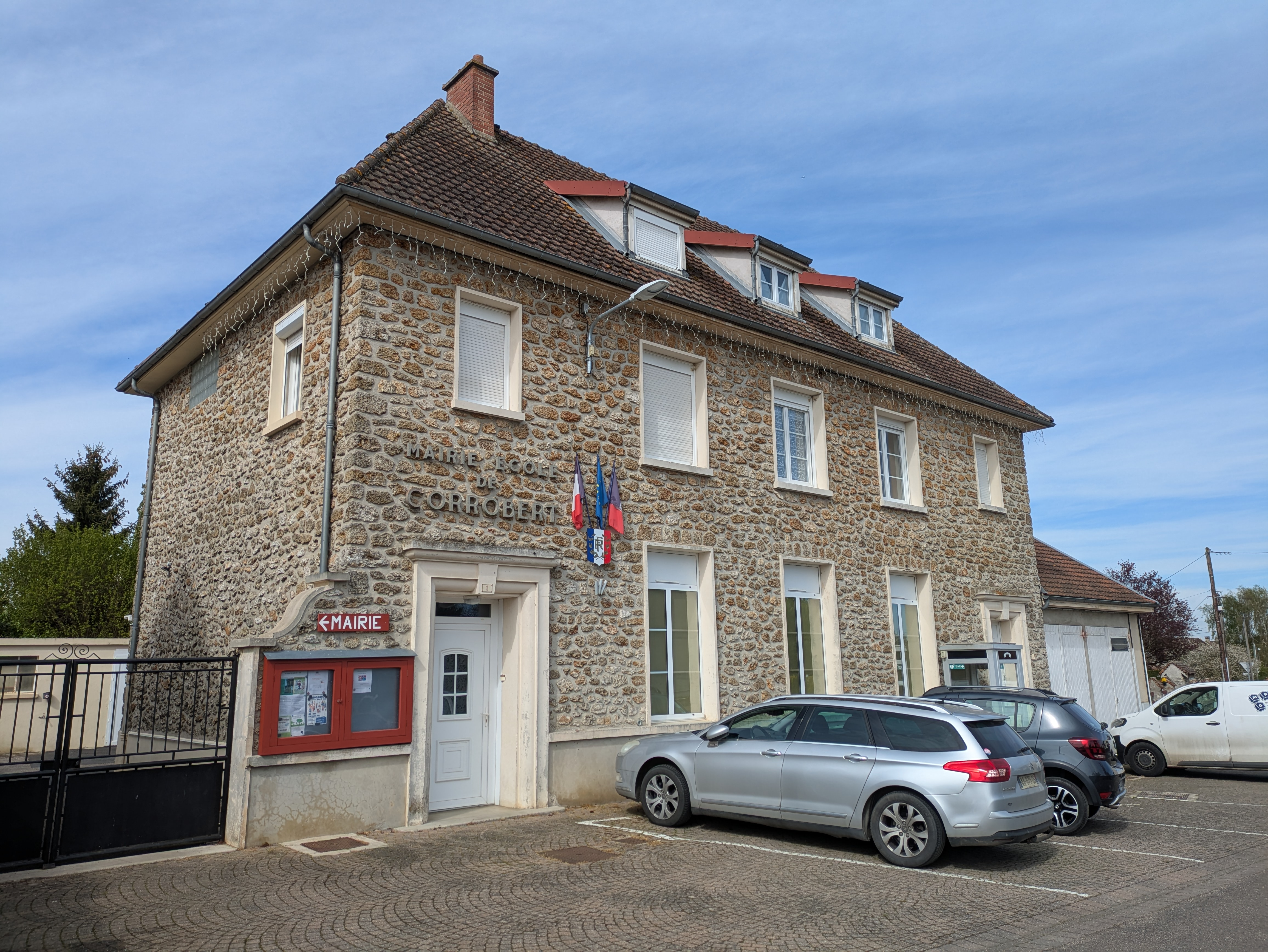
La mairie de Corrobert.

| Période                                  | Période                      | Identité          | Étiquette | Qualité            |
| ---------------------------------------- | ---------------------------- | ----------------- | --------- | ------------------ |
|                                          |                              |                   |           |                    |
| Les données manquantes sont à compléter. |                              |                   |           |                    |
|                                          |                              | Henri Limasset    |           | Éleveur de chevaux |
| Les données manquantes sont à compléter. |                              |                   |           |                    |
| 1995                                     | 2008                         | Alain Himmesoete  | UMP       | Agriculteur        |
| 2008                                     | En cours                     | Anita Jobert      | SE        | Agricultrice       |
| 2014                                     | En cours (au 4 juillet 2014) | Alain Charpentier |           |                    |

## Équipements et services publics

### Eau et déchets
L'approvisionnement en eau potable et l'assainissement des eaux usées sont des compétences de la communauté de communes de la Brie champenoise. Corrobert est alimentée en eau potable par les captages du Thoult-Trosnay. La production et la distribution d'eau potable font l'objet d'une délégation de service public confiée à Suez jusqu'en 2028. L'assainissement y est non collectif.
La communauté de communes est également compétente en matière de déchets. La collecte des ordures ménagères résiduelles (en bac) et des déchets recyclables (en sacs translucides jaunes) est réalisée en porte à porte. La communauté de commune adhérant au syndicat de valorisation des ordures ménagères de la Marne (SYVALOM), ces déchets sont amenés au centre de transfert départemental de Sézanne puis valorisés sur le site de La Veuve. La communauté de communes propose des composteurs individuels à tarif réduit pour les biodéchets. La collecte du verre et des textiles se fait en apport volontaire. Pour les autres déchets, l'unique déchèterie de la communauté de communes est située à Montmirail, dans le hameau de Maclaunay. La collecte des déchets et la gestion de la déchèterie sont confiées à des entreprises privées par marchés publics.

### Enseignement
Corrobert fait partie de l'académie de Reims.
Les enfants de Corrobert sont accueillis dans les écoles de Montmirail : l'école maternelle, installée rue de la Troisième Avenue et fréquentée par 122 élèves, et l'école élémentaire, installée rue du Faubourg de Paris et fréquentée par 255 élèves (chiffres 2024-2025).
Les jeunes de Corrobert sont ensuite rattachés au collège de la Brie champenoise à Montmirail et au lycée La Fontaine du Vé de Sézanne.

### Postes et télécommunications
Une boîtes aux lettres de La Poste se trouve sur le territoire de la commune, place de la Mairie. Le bureau de poste le plus proche est situé à Montmirail, à environ 7 km de Corrobert.

### Justice, sécurité et secours
Du point de vue judiciaire, Corrobert relève du conseil de prud'hommes d'Épernay, du tribunal de commerce de Reims, du tribunal judiciaire, du tribunal paritaire des baux ruraux et du tribunal pour enfants de Châlons-en-Champagne, dans le ressort de la cour d'appel de Reims. Pour le contentieux administratif, la commune dépend du tribunal administratif de Châlons-en-Champagne et de la cour administrative d'appel de Nancy.
Corrobert est située en secteur Gendarmerie nationale et dépend de la brigade de Montmirail.
En matière d'incendie et de secours, le centre d'incendie et de secours le plus proche est celui de Montmirail, dépendant du Service départemental d'incendie et de secours (SDIS) de la Marne.

## Population et société

### Démographie
L'évolution du nombre d'habitants est connue à travers les recensements de la population effectués dans la commune depuis 1793. Pour les communes de moins de 10 000 habitants, une enquête de recensement portant sur toute la population est réalisée tous les cinq ans, les populations de référence des années intermédiaires étant quant à elles estimées par interpolation ou extrapolation. Pour la commune, le premier recensement exhaustif entrant dans le cadre du nouveau dispositif a été réalisé en 2007.

En 2022, la commune comptait 208 habitants, en évolution de +2,46 % par rapport à 2016 (Marne : −1,19 %, France hors Mayotte : +2,11 %).
| 1793 | 1800 | 1806 | 1821 | 1831 | 1836 | 1841 | 1846 | 1851 |
| ---- | ---- | ---- | ---- | ---- | ---- | ---- | ---- | ---- |
| 125  | 178  | 205  | 220  | 225  | 265  | 275  | 270  | 258  |

| 1856 | 1861 | 1866 | 1872 | 1876 | 1881 | 1886 | 1891 | 1896 |
| ---- | ---- | ---- | ---- | ---- | ---- | ---- | ---- | ---- |
| 213  | 222  | 267  | 251  | 239  | 228  | 245  | 229  | 235  |

| 1901 | 1906 | 1911 | 1921 | 1926 | 1931 | 1936 | 1946 | 1954 |
| ---- | ---- | ---- | ---- | ---- | ---- | ---- | ---- | ---- |
| 232  | 225  | 227  | 213  | 195  | 213  | 214  | 222  | 188  |

| 1962 | 1968 | 1975 | 1982 | 1990 | 1999 | 2006 | 2007 | 2012 |
| ---- | ---- | ---- | ---- | ---- | ---- | ---- | ---- | ---- |
| 173  | 191  | 140  | 147  | 135  | 162  | 175  | 177  | 196  |

| 2017 | 2022 | - | - | - | - | - | - | - |
| ---- | ---- | - | - | - | - | - | - | - |
| 205  | 208  | - | - | - | - | - | - | - |

### Cultes
Pour le culte catholique, Corrobert dépend de la paroisse Saint-Vincent-de-Paul - Montmirail, au sein du diocèse de Châlons-en-Champagne.

### Médias
La presse écrite régionale comprend le quotidien L'Union, le bi-hebdomadaire Le Pays briard et l'hebdomadaire L'Hebdo du vendredi.
Parmi les stations de radio locales, il est possible de citer Ici Champagne-Ardenne et Champagne FM.

## Économie
On y cultive du blé, du maïs et du colza.

## Culture locale et patrimoine

### Lieux et monuments

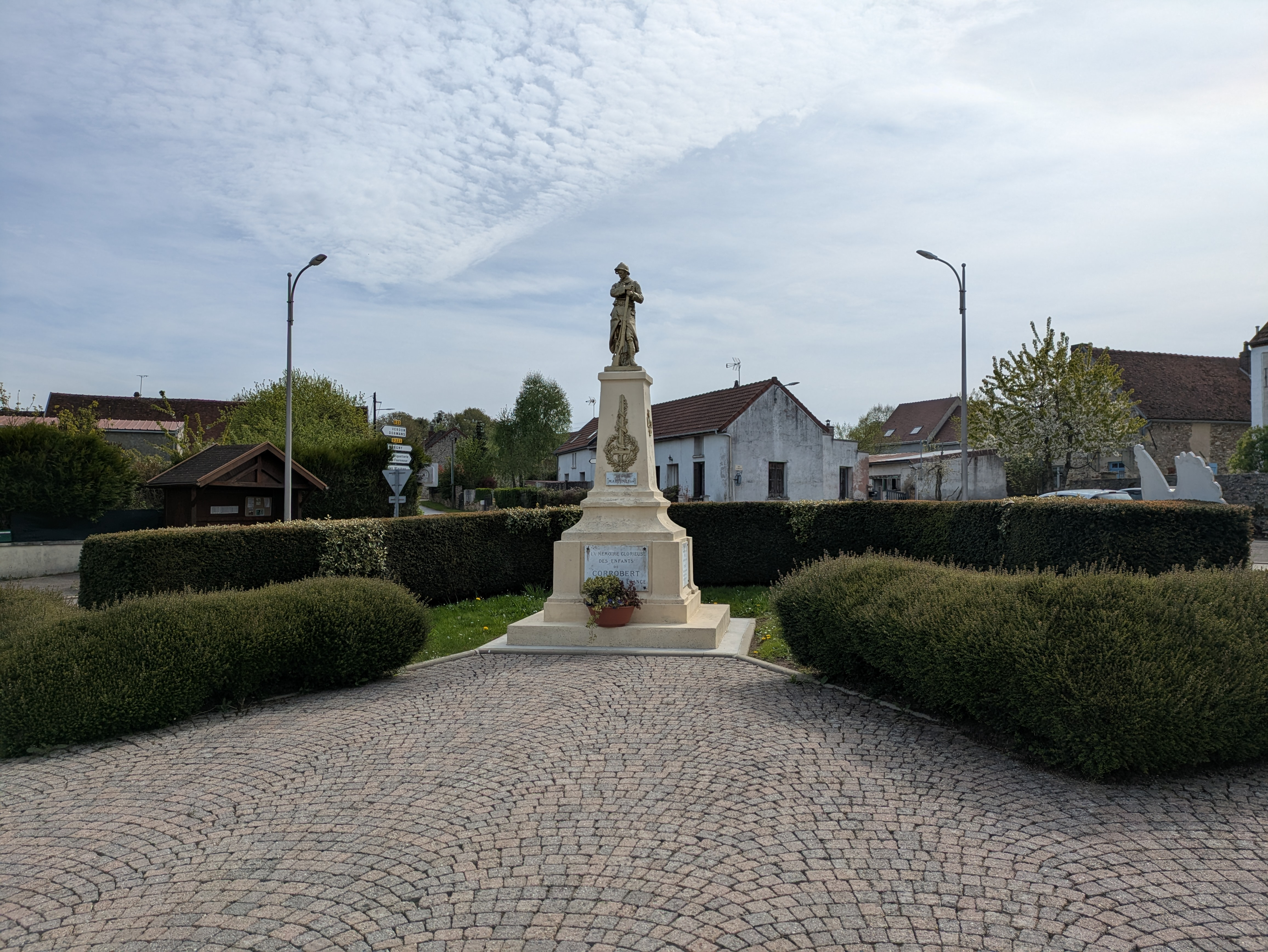
Le monument aux morts, sur la place de la Mairie.

On trouve à Corrobert, au creux d'un champ, sur la route de Montmirail, une source dite « de Sainte Eulalie ». Selon une légende, la sainte, aurait demeuré à proximité, dans une cabane. Pour lutter contre la sécheresse, elle aurait ordonné à son bœuf Romarin de piquer sa corne dans le sol, l'eau en aurait alors jaillit. L'église de Corrobert lui serait dédiée, mais le diocèse de Châlons-en-Champagne la consacre à saint Barthélemy. Depuis quelques années, la rue principale (ex-route de Montmirail) porte également le nom de la sainte.
Corrobert a un fort passé religieux. Il existe une Cour du couvent, la cour commune située derrière l'église, et un presbytère se trouvait à l'actuel numéro 6 de la rue Sainte Eulalie (maison Berger), prolongé par le numéro 4.
Autre lieu à découvrir : le Bois des Cent-Arpents, à environ deux kilomètres au-dessus du village. À l'intérieur de cette forêt, au premier carrefour à gauche, on peut voir une petite maison de bûcheron. Selon les anciens du village, elle aurait servi de cachette pour des résistants et des soldats anglais durant la Seconde Guerre mondiale.